# 密生福禄草
密生福禄草（学名：Arenaria densissima）是石竹科无心菜属的植物。分布于尼泊尔、锡金、印度以及中国大陆的青海、西藏、四川等地，生长于海拔3,600米至5,250米的地区，常生长在高山草甸以及流石滩，目前尚未由人工引种栽培。

## 别名
密生雪灵芝（中国高等植物图鉴补编）